# Liste der Einträge im National Register of Historic Places im Watonwan County

Lage des Watonwan County in Minnesota

Die Liste der Einträge im National Register of Historic Places im Watonwan County in Minnesota führt alle Bauwerke und historischen Stätten im Watonwan County auf, die in das National Register of Historic Places aufgenommen wurden.
| [ 2 ] | Name                                                      | Bild                                                      | Eintragsdatum        | Lage                                                                  | Ort         | Beschreibung                                                                                        |
| ----- | --------------------------------------------------------- | --------------------------------------------------------- | -------------------- | --------------------------------------------------------------------- | ----------- | --------------------------------------------------------------------------------------------------- |
| 1     | Flanders' Block                                           | Flanders' Block                                           | 1984 ID-Nr. 84001714 | 30 West Main Street 44° 3′ 2″ N, 94° 25′ 3″ W                         | Madelia     | 1872 aus Backsteinen im Italianate-Stil früheres Justiz- und Verwaltungsgebäude des Watonwan County |
| 2     | Grand Opera House                                         | Grand Opera House                                         | 2009 ID-Nr. 09001152 | 502 1st Avenue, South 43° 58′ 53,7″ N, 94° 37′ 46″ W                  | Saint James | 1892 im Queen Anne-Stil errichtetes Opernhaus                                                       |
| 3     | Nelson and Albin Cooperative Mercantile Association Store | Nelson and Albin Cooperative Mercantile Association Store | 1987 ID-Nr. 86003599 | County Highway 6 44° 6′ 31″ N, 94° 38′ 22″ W                          | La Salle    | 1894 errichteter Gemischt- und Eisenwarenhandel einer lokalen Verkaufsgenossenschaft                |
| 4     | Alfred R. Voss Farmstead                                  | Alfred R. Voss Farmstead                                  | 1988 ID-Nr. 88002054 | County Highway 27 43° 57′ 21″ N, 94° 36′ 48″ W                        | Saint James | 1893 errichtetes Landgut                                                                            |
| 5     | Watonwan County Courthouse                                | Watonwan County Courthouse                                | 1987 ID-Nr. 86003591 | 7th Street, South Ecke 2nd Avenue, South 43° 58′ 53″ N, 94° 37′ 32″ W | Saint James | 1895 aus Back- und Kalksteinen im neuromanischen Stil errichtetes Justiz- und Verwaltungsgebäude    |